# Syndrom
Syndrom v medicíně je soubor příznaků (symptomů), který charakterizuje určitou nemoc nebo poruchu. Pojem pochází z řeckého slova σύνδρομον, které znamená „souběh“.  Pojmy syndrom, nemoc a porucha mohou být v určitých případech navzájem zaměnitelné, zejména v případech geneticky podmíněných onemocnění, jako je Downův syndrom, Wolfův-Hirschhornův syndrom, nebo Andersenův syndrom. Syndrom ale také nemusí být specifický pouze pro jediné onemocnění; například syndrom toxického šoku může být způsoben různými druhy toxinů, premenstruační syndrom pak není onemocněním, ale pouze souborem symptomů.
Syndromy jsou často pojmenovávány po lékaři, či týmu lékařů, kteří ho objevili, nebo jako první plně sestavili jeho klinický obraz.